# Långvattnet (naturreservat, del i Jämtlands län)
Långvattnet är ett naturreservat i Strömsunds och Sollefteå kommuner i Jämtlands län och Västernorrlands län. Denna artikel beskriver delen i Jämtlands län, medan den i Västernorrlands län beskrivs i artikeln Långvattnet (naturreservat). 
Denna del är naturskyddat sedan 1974 och är 309 hektar stort. Reservatet består av barrskog. 